# Egglkofen
Egglkofen ist eine Gemeinde im oberbayerischen Landkreis Mühldorf am Inn und ist Mitglied der Verwaltungsgemeinschaft Neumarkt-Sankt Veit.

## Geografie

### Geografische Lage
Die Gemeinde liegt in der Region Südostoberbayern in einem Seitental der Rott im Alpenvorland. Der Ort befindet sich etwa 31 km südöstlich von Landshut, 23 km nördlich von Mühldorf sowie nur 6 km von Neumarkt-Sankt Veit und 9 km von Vilsbiburg entfernt.

### Gemeindegliederung
Es gibt zwölf Gemeindeteile (in Klammern ist der Siedlungstyp angegeben):
- Egglkofen (Pfarrdorf)
- Großbuchberg (Einöde)
- Harpolden (Kirchdorf)
- Hofstetten (Einöde)
- Holzzell (Einöde)
- Kleinbuchberg (Einöde)
- Kleingauling (Einöde)
- Lichtberg (Weiler)
- Piesenkofen (Kirchdorf)
- Rieberseck (Dorf)
- Tegernbach (Kirchdorf)
- Zeilach (Weiler)

Gemarkungen sind Egglkofen, Harpolden und Tegernbach.

### Nachbargemeinden
- Bodenkirchen
- Neumarkt-Sankt Veit
- Schönberg

## Geschichte

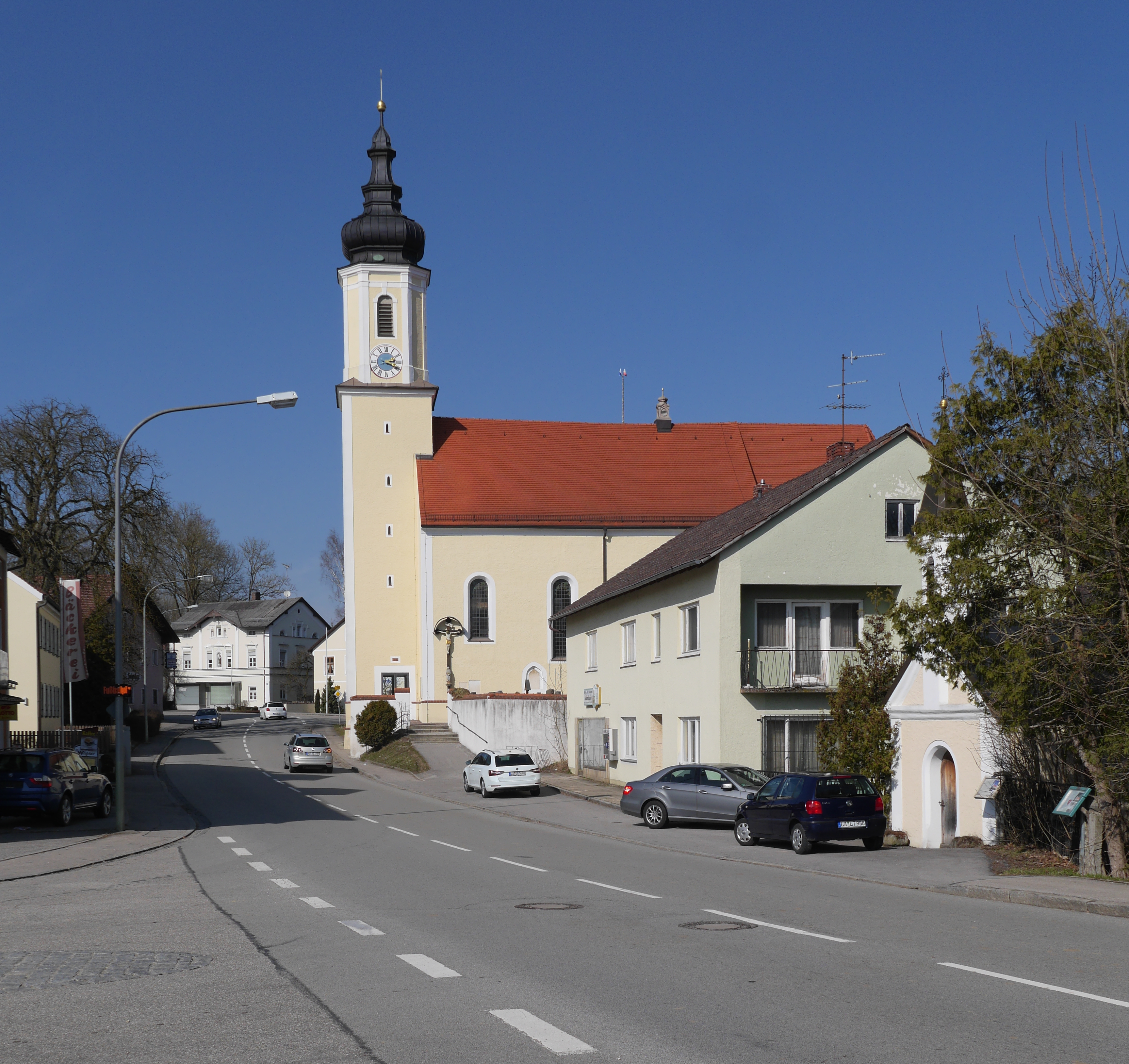
Pfarrkirche Mariä Himmelfahrt

Die erste urkundliche Erwähnung Egglkofens erfolgte im Jahr 1200. Der Ort war Sitz einer geschlossenen Hofmark der Freiherrn von Dachsberg. Von 1797 bis 1838 waren die Grafen von Lerchenfeld Besitzer der Hofmark, die 1820 in ein Patrimonialgericht 2. Klasse umgewandelt wurde. Am 30. Dezember 1833 erwarb Maximilian Joseph Graf von Montgelas (1759–1838) durch Kauf für 107.100 Gulden von Max Freiherr von Lerchenfeld Schloss Egglkofen. Montgelas verstarb am 14. Juni 1838 in seinem Münchner Palais und wurde wenige Tage später in der Schlosskapelle in Aham im Landkreis Landshut beigesetzt. Die Nachfolge des Vaters als Fideikommissherr auf Egglkofen (mit zugehörigen Besitzungen) hatte der älteste Sohn Maximilian Joseph Philipp von Montgelas (1807–1870) angetreten.
Kurz vor Ende des Zweiten Weltkrieges, am 21. April 1945, stürzte ein deutsches Passagierflugzeug des Typs Focke-Wulf Fw 200 B-2 „Condor“ (Deutsche Lufthansa, Kennzeichen D-ASHH „Hessen“) im Gemeindeteil Piesenkofen ab. Die 25 Leichen wurden erst 1952 geborgen.
Im Juni 2005 wurde bekanntgegeben, dass der Freistaat Bayern das Schloss Egglkofen gekauft hätte.
2011 vermachte Rudolf-Konrad Graf von Montgelas, Freiherr von der Heydte (1939–2015) die Schlossanlage sowie den land- und forstwirtschaftlichen Besitz der gemeinnützigen Maximilian Josef Garnerin Graf von Montgelas-Stiftung mit Sitz in Egglkofen.

### Eingemeindungen
Am 1. Juli 1934 wurden die Gemeinden Harpolden und Tegernbach eingegliedert.

### Einwohnerentwicklung
Zwischen 1988 und 2018 wuchs die Gemeinde von 1016 auf 1172 Einwohner bzw. um 15,4 %.
| Jahr | Einwohner |      | Jahr | Einwohner |      | Jahr | Einwohner |
| ---- | --------- | ---- | ---- | --------- | ---- | ---- | --------- |
| 1840 | 686       | 1991 | 1089 | 2017      | 1168 |      |           |
| 1900 | 814       | 1995 | 1173 | 2018      | 1172 |      |           |
| 1925 | 873       | 2000 | 1220 | 2019      | 1194 |      |           |
| 1950 | 1303      | 2005 | 1231 | 2020      | 1208 |      |           |
| 1961 | 1004      | 2010 | 1221 |           |      |      |           |
| 1970 | 942       | 2015 | 1185 |           |      |      |           |
| 1987 | 984       |      | 2016 | 1177      |      |      |           |

Die Tabellenangaben beziehen sich sämtlich auf den Gebietsstand nach 1994.

## Politik

### Gemeinderat
Nach den Kommunalwahlen 2020 setzte sich der Gemeinderat von Egglkofen folgendermaßen zusammen:
- Unabhängige Liste Egglkofen (ULE): 6 Sitze
- CSU und Freie Wähler Egglkofen (FWE): 6 Sitze

### Bürgermeister
Erster Bürgermeister ist Johann Ziegleder (Unabhängige Liste). Er wurde im Jahr 2002 Nachfolger von Peter Reiter (CSU/Freie Wählergemeinschaft).

### Gemeindefinanzen
Im Jahr 2020 betrugen die Steuereinnahmen 861 T€, die Bruttoausgaben erreichten mit 3610 T€. Die Verschuldung lag bei 619 T€.

### Wappen und Flagge
| | Blasonierung: „In Rot über einem silbernen Granatapfel ein mit drei silbernen Pfauenfedern besteckter silberner Spitzhut.“ |
| Wappenbegründung: Das Gemeindewappen vereint Elemente aus den Familienwappen von drei Adelsgeschlechtern, die als Inhaber der Hofmark Egglkofen und des Schlosses Neuherberg in der Geschichte des Gemeindegebiets von Bedeutung waren. Der Spitzhut mit den drei Pfauenfedern ist das heraldische Zeichen der Herberger zu Herbergen (Hörbering), die von 1215 bis um 1563 als Besitzer Egglkofens nachweisbar sind. Der Granatapfel ist aus dem Wappen der seit 1833 in Egglkofen ansässigen Grafen Montgelas übernommen. Die Farben Rot und Silber finden sich im Wappen der Dachsberg, die die Hofmarksherrschaft von 1702 bis 1797 innehatten. Dieses Wappen wird seit 1982 geführt. | |

Die gleichzeitig genehmigte Gemeindeflagge ist rot-weiß-rot mit dem Gemeindewappen.

## Sehenswürdigkeiten
- Schloss Egglkofen
- Pfarrkirche Mariä Himmelfahrt
- Wehrkirche Piesenkofen
- Steinernes Brünnlein Tegernbach

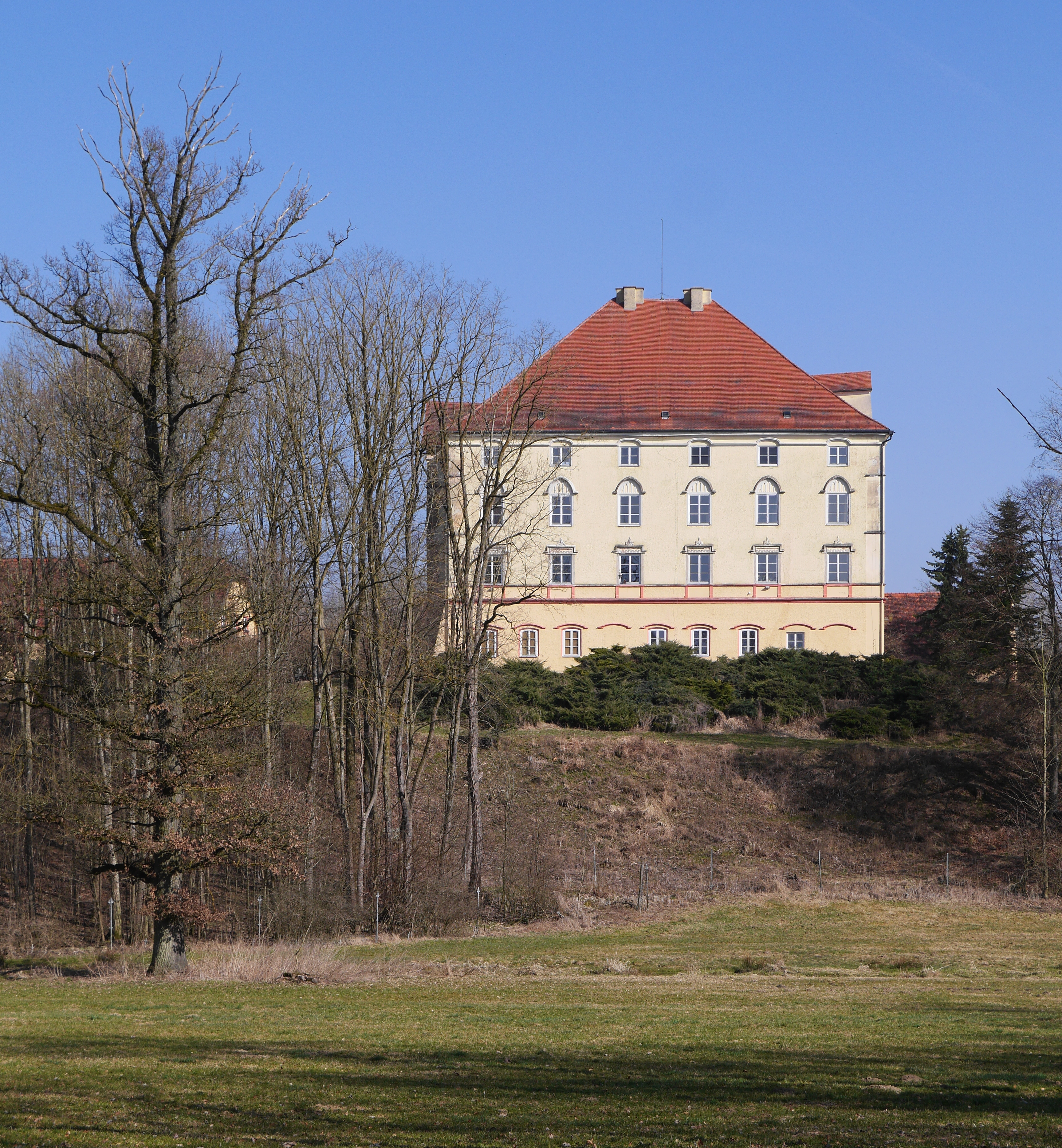
Schloss Egglkofen

- Filialkirche St. Emmeram aus dem 14. Jh. im Ortsteil Harpolden

## Wirtschaft und Infrastruktur

### Beschäftigte und Betriebe
2017 gab es nach der amtlichen Statistik 185 sozialversicherungspflichtig Beschäftigte am Arbeitsort. Sozialversicherungspflichtig Beschäftigte am Wohnort waren es 520, so dass die Zahl der Auspendler um 335 höher war als die der Einpendler. 15 Einwohner waren arbeitslos. Im Bauhauptgewerbe waren sechs Unternehmen tätig.
Im Jahr 2016 gab es 17 landwirtschaftliche Betriebe; 1991 waren es 50, 2003 noch 29. Von der Gemeindefläche waren 764 ha landwirtschaftlich genutzt, davon 684 ha Ackerland und 80 ha Dauergrünland (2016).

### Verkehr

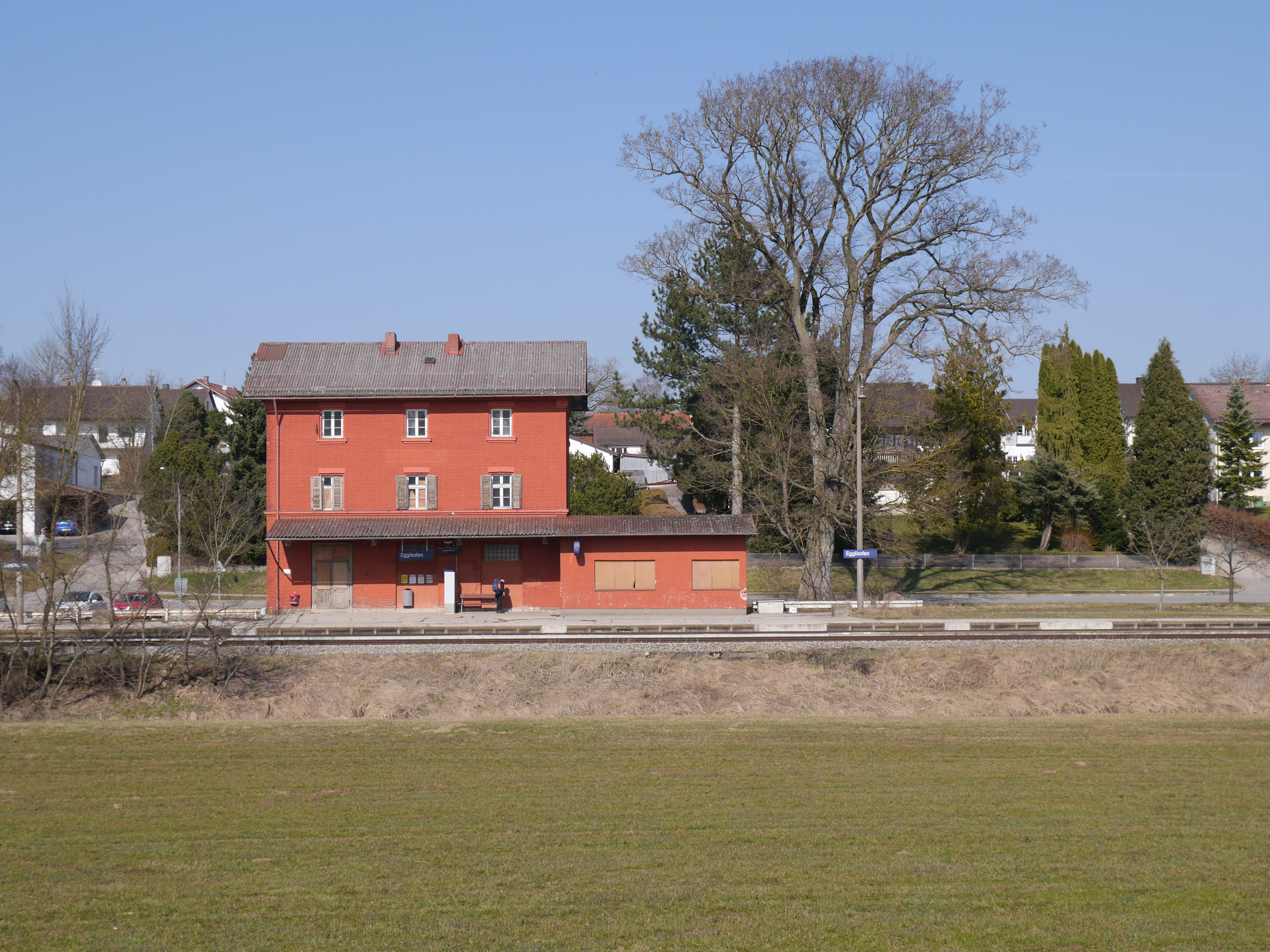
Bahnhof Egglkofen

Die Gemeinde und der Ort Egglkofen werden von der B 299 durchquert.
Darüber hinaus existiert eine Anbindung an das Schienennetz der Deutschen Bahn mit einem Bahnhof an der Bahnstrecke Neumarkt-Sankt Veit–Landshut. Die Züge der Südostbayernbahn fahren dort mindestens stündlich Richtung Landshut und Mühldorf am Inn.

### Bildung
In der Kindertagesstätte mit 68 Plätzen wurden im Jahr 2018 46 Kinder betreut. In den Jahren 2013 bis 2018 war der Höchststand der betreuten Kinder 54 (2013), der niedrigste Stand war 38 Kinder (2015 und 2017).

## Persönlichkeiten
- Rudolf Toussaint (1891–1968), Offizier